# UXGA
UXGA (ang. Ultra Extended Graphics Array) – standard rozdzielczości ekranu.
Rozdzielczość UXGA wynosi 1600×1200 pikseli. Standard ten jest ulepszoną wersją rozdzielczości ekranu SXGA (1280×1024 pikseli) i SXGA+ (1400×1050 pikseli).

Standardowe rozdzielczości ekranowe